# Гусева, Надежда Фёдоровна
Надежда Фёдоровна Гусева (1922 — 27 июля 1944) — гвардии старшина медицинской службы Рабоче-крестьянской Красной Армии, участник Великой Отечественной войны.

## Биография
Родилась в городе Елец (ныне — Липецкая область). Училась в школе № 17 в городе Елец.
С началом Великой Отечественной войны активно участвовала в возведении оборонительных укреплений возле Ельца.
В феврале 1942 года успешно окончила курсы медсестёр.
Полтора года как санинструктор роты Гусева воевала на Северо-Кавказском и Брянском фронтах. Трижды была ранена.
На июль 1944 года — гвардии старшина, санинструктор 100-й оашр 147-й стрелковой дивизии 74-го стрелкового корпуса 1-й гвардейской армии 1-го Украинского фронта.
С 25 по 27 июля 1944 года при форсировании Днестра, а также во время наступательных боев при штурме городов Галич и Калуш Гусева отличилась, вынеся с поля боя 18 тяжелораненых красноармейцев и оказав медицинскую помощь 23 советским воинам.
27 июля 1944 года была убита вместе с ранеными бойцами у деревни Подгорки возле Станислава (ныне — Ивано-Франковск).
За проявленный героизм награждена орденом Отечественной войны II степени (17.09.1944, посмертно)

## Память
- В честь Гусевой названа улица в Ельце, ранее называвшаяся Выгонной[1].
- 7 мая 1980 года на здании школы № 17 имени Т. Н. Хренникова в Ельце, в честь Надежды Гусевой была открыта мемориальная доска[1].